# Angel Marin
Angel Marin (in bulgaro Ангел Марин?; Batak, 8 gennaio 1942 – Sofia, 18 marzo 2024) è stato un militare e politico bulgaro, vicepresidente del suo Paese per due mandati.

## Biografia
Marin nacque a Batak e completò la sua istruzione superiore a Devin nel 1960. Dal 1960 al 1965 frequentò la Scuola Superiore di Artiglieria Militare a Shumen, specializzandosi in artiglieria di terra. In seguito conseguì la laurea civile in ingegneria radioelettronica.
Tra il 1974 e il 1978 frequentò l'Accademia Militare di Artiglieria di San Pietroburgo. Si diplomò con lode e medaglia d'oro in “Comando di Capo di Stato Maggiore e Operativo-Tattico”.
Divenne vicepresidente del suo Paese nel 2002 sotto Georgi Parvanov ed entrambi vennero poi eletti per un secondo mandato nel 2007. Ricevette la delega della concessione dell'indulto, di cui beneficiarono 431 persone.
Morì il 18 marzo 2024, all'età di 82 anni.